# Adam Scheinherr
Adam Scheinherr (* 19. dubna 1987 Bezdědovice) je český politik, strojní inženýr, manažer a fyzik, od roku 2018 zastupitel hlavního města Prahy a v letech 2018–2023 náměstek primátora pro oblast dopravy, od roku 2024 předseda pražské městské strany Praha sobě.

## Život
Narodil se v roce 1987. Vystudoval gymnázium ve Strakonicích. Dlouhodobě žije v Praze se svou rodinou.
Vystudoval strojní inženýrství a fyziku v Česku a ve Francii. V roce 2018 pracoval v Ústavu jaderného výzkumu v Řeži na pozici projektový manažer divize Radioaktivní odpady a vyzařování. V této pozici se stal v roce 2018 vedoucím tréninku nigerijských specialistů zaměřeného na nakládání s vysoce obohaceným jaderným materiálem v rámci programu OSN za snížení jaderné hrozby.

## Politické působení
Vystoupil jako odpůrce bourání Libeňského mostu v Praze. Zabýval se jeho technickým stavem a v roce 2015 založil iniciativu „Libeňský most Nebourat, Nerozšiřovat“, která představila kroky k jeho rekonstrukci. Jako pražský náměstek pro dopravu tuto rekonstrukci prosadil.

### Náměstek primátora Prahy
V komunálních volbách v roce 2018 byl jako nestraník za uskupení Praha sobě zvolen zastupitelem hlavního města Prahy. Dne 15. listopadu 2018 byl zvolen náměstkem primátora hlavního města Prahy pro oblast dopravy.
V přípravě pražského metra D dosáhl Scheinherr stažení žalob proti územnímu rozhodnutí, díky čemuž bylo umožněno vydat stavební povolení a v červnu 2019 byla zahájena nultá etapa stavby geologickým průzkumem na čtyřech stanovištích na Pankráci.
Přispěl k přípravám vnějšího Pražského okruhu, kde dohodl se státem společný postup ve výkupu pozemků pro úsek 511 mezi D1 a Běchovicemi, díky kterému bude mít stát možnost vykupovat pozemky před vydáním územního rozhodnutí a celá příprava stavby se tím urychlí. V roce 2019 představil plán dostavby vnitřního městského okruhu, který by se po většinu trasy zahloubil, aby nedošlo k narušení městských čtvrtí.
Pracoval na návrhu vrácení tramvají na Václavské náměstí, které má proběhnout do roku 2023.
V roce 2020 Scheinherr podal podnět na eliminaci vizuálního smogu, zejména kolem silničních komunikací. TSK na základě tohoto rozhodnutí vypoví smlouvy, na jejichž základě byly umísťovány reklamy na mosty nebo byly umísťovány reklamní navigační sloupky.
Scheinherr na Smetanově nábřeží v centru města došel k prvnímu kroku plánovaného omezení automobilové dopravy. Rozšíření chodníků a zrušení jízdního pruhu pro auta v jednom směru na přibližně 200 metrech komunikace přineslo rozšíření restauračních předzahrádek a možnost pořádání kulturních akcí. Omezení dle Scheinherra přispělo ke zvýšení plynulosti tramvají a k celkovému zvýšení bezpečnosti.
V roce 2021 Scheinherr podporoval neúspěšný požadavek Technické správy komunikací na celodenní zákaz vjezdu osobních automobilů do pruhů vyhrazených pro MHD.
Oproti původním plánům na zlevňování veřejné dopravy nebo zavedení veřejné dopravy zadarmo došlo za působení Scheinherra k plánování zdražování jízdného v pražské hromadné dopravě. V důsledku krize způsobené pandemií covidu-19 Schienherr plány na zdražování odložil s tím, že zdražování bude v budoucnosti nutné. Na zvýšení jízdného v MHD má být navázáno i zvýšení parkovného.
V době působení Scheinherra na magistrátu získalo město tři stavební povolení pro tramvajovou trať, dále bylo plánováno budování cyklistické infrastruktury. Vznikly vícery nové přechody – například na Karlově náměstí, u Národního muzea či na náměstí Jiřího z Poděbrad. V dubnu 2022 byla otevřena nová tramvajová trať do Holyně a zahájena stavba tratě z Modřan do Libuše.
V roce 2021 došlo v Praze ke zhoršení dopravní situace v důsledku uzavírek a rekonstrukcí. Dopravní situaci v Praze kritizoval i prezident Miloš Zeman. Zatímco Scheinherr uváděl, že uzavírky jsou pečlivě koordinované a nutné, opozice namítala, že se radnice po dobu celého volebního období věnovala hlavně rozvoji cyklostezek a nutné rekonstrukce silniční infrastruktury se nakumulovaly do období před komunálními volbami. Občanské sdružení zastupující řidiče kvůli tomuto stavu organizovalo protestní happening. Scheinherr kritiku odmítal s tím, že uzavírky byly nutné s ohledem na plánovanou rekonstrukci Barrandovského mostu a nutnost připravit objízdné trasy; došlo např. k rozšíření rampy na Modřanskou ulici ve směru na Braník, výstavbě vratné rampy na Lihovaru nebo úpravě předpolí mostu Závodu míru. Primátor Hřib doplnil, že vedení města převzalo silnice „v zoufalém stavu" a že kongesce zhoršuje i zvyšující se počet aut a strach z cestování MHD kvůli pandemii covidu-19.
Po tříletých přípravách 16. května 2022 zahájil první etapu tříleté rekonstrukce Barrandovského mostu. Přestože jde o snížení kapacity na nejvytíženějším českém mostě, oproti očekávání se po jejím zahájení neprojevily výrazné dopravní komplikace.
V roce 2020 získal informace o možném korupčním jednání okruhu lidí kolem náměstka Petra Hlubučka ve vztahu k zakázkám Dopravního podniku, na jejichž základě podal trestní oznámení. To v červnu 2022 vyústilo v obvinění Hlubučka a dalších deseti lidí; Hlubuček následně rezignoval na všechny funkce ve vedení města.
V komunálních volbách v roce 2022 obhájil z pozice nestraníka za Praha sobě post zastupitele hlavního města Prahy. Jeho strana se však nestala součástí nové magistrátní koalice, a proto v únoru 2023 ve funkci náměstka primátora skončil.

### Předseda městské strany Praha sobě
V březnu 2024 ho kongres městské strany Praha sobě zvolil předsedou. V pozici lídra tak vystřídal Jana Čižinského.